# Melittia snowii
Melittia snowii is een vlinder uit de familie wespvlinders (Sesiidae), onderfamilie Sesiinae.
Melittia snowii is voor het eerst wetenschappelijk beschreven door Edwards in 1882. De soort komt voor in het Nearctisch gebieden het  Neotropisch gebied.